# Penion cuvierianus
Penion cuvierianus är en snäckart. Penion cuvierianus ingår i släktet Penion och familjen valthornssnäckor.

## Underarter
Arten delas in i följande underarter:
- P. c. cuvierianus
- P. c. jeakingsi